# Šílený měsíc
Šílený měsíc (1960, Rogue Moon, doslova něco jako Taškář měsíc) je vědeckofantastický román amerického spisovatele Algise Budryse. Po svém vydání byl román nominován na cenu Hugo. Roku 2001 kniha vyšla pod názvem The Death Machine (Stroj smrti). Díky tomuto románu bývá Budrys označován za symbolického a existencialistického autora.

## Obsah románu
Doktor přírodních věd Edward Hawks vede přísně utajovaný vládní výzkum přenosu hmoty, související s mimozemským podzemním labyrintem, objeveným na odvrácené straně Měsíce. Tento labyrint zabije každého, kdo do něj vstoupí a poruší jeho neznámá pravidla. Dobrovolníci, kteří zkoumají tento objekt, se na místo určení dostávají pomocí teleportace. Přenašeč hmoty však originál zničí a místo něho vytvoří dvě identické kopie: jednu na měsíčním povrchu a druhou, bezpečnostní, v pozemské laboratoři společnosti Continental Electronics. Vědomí obou kopií je dlouho identické, čímž se vědci na Zemi dozvídají podrobnosti o labyrintu. V okamžiku, kdy měsíční kopie při průzkumu labyrintu zahyne, pozemská kopie zešílí.
Je proto třeba najít někoho, kdo nemá strach neustále dokola umírat a tak krok za krokem postupovat labyrintem. Namyšlený personální ředitel Continental Electronics Vincent Connington takového člověka nachází. Je jím dobrodruh a hazardér se životem Al Barker, který je schopný v měsíčním labyrintu zemřít a přitom si zachovat zdravý rozum. Ani on se však pozdějším psychickým problémům neubrání. Flirtování jeho milenky Claire s Hawksem i Connigtonem pak vytvoří v románu složitě propletený milostný mnohoúhelník.
Hawks, trpící pocitem viny za to, že posílá dobrovolníky na smrt, se nakonec nechá také teleportovat a společně s Barkerem překonávají v labyrintu sérii bizarních krajin, které obsahují smrtelné pasti. Labyrint tak symbolizuje možná nepřekročitelné hranice lidského poznání, které se však lidstvo neustále snaží překonat. Celá kniha má za cíl jednak ukázat člověka jako zrnko písku v pískovišti, jeho naprostou nahraditelnost a přesto jedinečnost i jeho touhu překonat smrt.

## Česká vydání
- Stroj smrti, Ikarie 2000/09 a 2000/10, zkrácená (časopisecká) verze románu, přeložil Mirek Valina.
- Šílený měsíc, Albatros, Praha 2000, přeložil Pavel Medek, román je rovněž obsažen v antologii Síň slávy mistrů SF II B, Baronet, Praha 2011.